# NGC 2865
NGC 2865 ist eine elliptische Galaxie vom Hubble-Typ E3 im Sternbild Wasserschlange südlich der Ekliptik. Sie ist schätzungsweise 108 Millionen Lichtjahre von der Milchstraße entfernt und hat einen Durchmesser von etwa 80.000 Lj.
Das Objekt wurde am 23. Januar 1835 von dem Astronomen John Herschel mit einem 48-cm-Teleskop entdeckt.